# Dragasund
Dragasund är ett sund i Färöarna (Kungariket Danmark).   Det ligger i sýslan Vága sýsla, i den västra delen av landet, 30 km väster om huvudstaden Torshamn.